# Carla Arbez
Pour les articles homonymes, voir Arbez.

a Compétitions nationales et continentales officielles uniquement.

b Matchs officiels uniquement.
Dernière mise à jour le 30 avril 2025.
Carla Arbez, née le 24 mai 1999 à Biarritz (Pyrénées-Atlantiques), est une joueuse internationale française de rugby à XV évoluant au poste de demi d'ouverture.
Avec son club du Stade bordelais, elle est triple championne de France (2023, 2024 et 2025).

## Biographie
Carla Arbez naît à Biarritz le 24 mai 1999, où son père est kinésithérapeute. Elle commence la pratique du rugby à XV à l'âge de sept ans,, sur l'île d'Oléron, à l'Oléron Rugby Club puis au Stade rochelais de 2012 à 2014. Elle joue avec le Stade bordelais à partir de 2014, avec une parenthèse à l'Association sportive bayonnaise de 2018 à 2021. En 2016, elle remporte à Vichy le Championnat d'Europe cadettes de rugby à sept.
En 2018 et 2019, elle affronte à deux reprises l'équipe d'Angleterre avec l'équipe de France des moins de 20 ans,.
Durant la saison 2022-2023, elle est sélectionnée en compagnie de sa coéquipière de club Morgane Bourgeois dans le groupe de quarante joueuses qui prépare le Tournoi des Six Nations, puis retenue dans le groupe final le mois suivant. Elle est titularisée en position de demi d'ouverture pour le premier match du Tournoi, contre l'Italie le 26 mars 2023, une première sélection convaincante au cours de laquelle elle marque un essai,. Avec le Stade bordelais, elle remporte le Championnat de France : elle participe notamment à la finale victorieuse des Lionnes contre Blagnac Rugby le 10 juin 2023, qui clôt une saison de douze victoires en treize matchs.
À l'automne suivant, elle fait partie du groupe d'internationales qui dispute le WXV 2023 en Nouvelle-Zélande. Elle est remplaçante contre l'Australie et le Canada. Toutefois, elle n'est pas appelée pour le Tournoi des Six Nations 2024. En fin de saison, elle conserve le titre avec le Stade bordelais après avoir participé à douze des treize rencontres du championnat, dont les trois matchs de la phase finale,.
En ouverture de la saison 2024-2025, elle n'est pas convoquée en équipe de France pour jouer la deuxième édition du WXV. Elle retrouve le XV de France au printemps 2025 pour le Tournoi des Six Nations. 
Le 31 mai 2025 elle remporte pour la troisième fois consécutive le Championnat de France avec les Lionnes du Stade bordelais.

## Activités extra sportives
Après une licence STAPS et un master en préparation physique et mentale en 2022, elle est éducatrice sportive au Stade bordelais omnisports.

## Statistiques internationales
| Année | Compétition | Matchs | Points | Essais | Tr |
| ----- | ----------- | ------ | ------ | ------ | -- |
| 2023  | Six Nations | 5      | 9      | 1      | 2  |
| 2023  | WXV         | 2      | -      | -      | -  |
| 2025  | Six Nations | 5      | 10     | 2      |    |
| Total | Total       | 12     | 14     | 2      | 2  |

| Numéro | Date          | Lieu                                | Adversaire | Compétition                  | Résultat | Score |
| ------ | ------------- | ----------------------------------- | ---------- | ---------------------------- | -------- | ----- |
| 1      | 26 mars 2023  | Stade Sergio-Lanfranchi, Parme      | Italie     | Tournoi des Six Nations 2023 | Victoire | 12-22 |
| 2      | 29 mars 2025  | Stade Marcel-Deflandre, La Rochelle | Écosse     | Tournoi des Six Nations 2025 | Victoire | 38-15 |
| 3      | 26 avril 2025 | Stade de Twickenham                 | Angleterre | Tournoi des Six Nations 2025 | Défaite  | 43-42 |

## Palmarès
- Finaliste du Championnat de France cadettes en 2016 et 2017 (défaites contre le Stade toulousain).
- Vainqueur du Championnat de France en 2023, 2024, 2025